# Lijst van nummer 1-hits in Nieuw-Zeeland in 2004
Deze hits stonden in 2004 op nummer 1 in de RIANZ Top 40, de bekendste hitlijst in Nieuw-Zeeland.
| Datum        | Artiest                    | Titel                           |
| ------------ | -------------------------- | ------------------------------- |
| 5 januari    | Guy Sebastian              | Angels brought me here          |
| 12 januari   | The Black Eyed Peas        | Shut up                         |
| 19 januari   | Baby Bash & Frankie J      | Suga suga                       |
| 26 januari   | Baby Bash & Frankie J      | Suga suga                       |
| 2 februari   | Baby Bash & Frankie J      | Suga suga                       |
| 9 februari   | Jamelia                    | Superstar                       |
| 16 februari  | Scribe                     | Dreaming                        |
| 23 februari  | Jamelia                    | Superstar                       |
| 1 maart      | Jamelia                    | Superstar                       |
| 8 maart      | Eamon                      | F**k it (I don't want you back) |
| 15 maart     | Eamon                      | F**k it (I don't want you back) |
| 22 maart     | Eamon                      | F**k it (I don't want you back) |
| 29 maart     | Eamon                      | F**k it (I don't want you back) |
| 5 april      | Eamon                      | F**k it (I don't want you back) |
| 12 april     | Usher, Ludacris & Lil' Jon | Yeah!                           |
| 19 april     | D12 & Eminem               | My band                         |
| 26 april     | Usher, Ludacris & Lil' Jon | Yeah!                           |
| 3 mei        | Usher, Ludacris & Lil' Jon | Yeah!                           |
| 10 mei       | Usher, Ludacris & Lil' Jon | Yeah!                           |
| 17 mei       | Ben Lummis                 | They can't take that away       |
| 24 mei       | Ben Lummis                 | They can't take that away       |
| 31 mei       | Ben Lummis                 | They can't take that away       |
| 7 juni       | Ben Lummis                 | They can't take that away       |
| 14 juni      | Ben Lummis                 | They can't take that away       |
| 21 juni      | Ben Lummis                 | They can't take that away       |
| 28 juni      | Ben Lummis                 | They can't take that away       |
| 5 juli       | Usher                      | Burn                            |
| 12 juli      | Usher                      | Burn                            |
| 19 juli      | Usher                      | Burn                            |
| 26 juli      | Misfits of Science         | Fool's love                     |
| 2 augustus   | Misfits of Science         | Fool's love                     |
| 9 augustus   | Misfits of Science         | Fool's love                     |
| 16 augustus  | Misfits of Science         | Fool's love                     |
| 23 augustus  | The Rasmus                 | In the Shadows                  |
| 30 augustus  | Adeaze & Aaradhna          | Getting stronger                |
| 6 september  | Nelly                      | My Place / Flap your wings      |
| 13 september | Michael Murphy             | So damn beautiful               |
| 20 september | Dei Hamo                   | We gon ride                     |
| 27 september | Dei Hamo                   | We gon ride                     |
| 4 oktober    | Dei Hamo                   | We gon ride                     |
| 11 oktober   | Dei Hamo                   | We gon ride                     |
| 18 oktober   | Dei Hamo                   | We gon ride                     |
| 25 oktober   | P-Money                    | Stop the music                  |
| 1 november   | P-Money                    | Stop the music                  |
| 8 november   | P-Money                    | Stop the music                  |
| 15 november  | Eminem                     | Just Lose It                    |
| 22 november  | Eminem                     | Just lose it                    |
| 29 november  | Eminem                     | Just lose it                    |
| 6 december   | Eminem                     | Just lose it                    |
| 13 december  | Eminem                     | Just lose it                    |
| 20 december  | Band Aid 20                | Do they know it's Christmas?    |
| 27 december  | Snoop Dogg & Pharrell      | Drop It Like It's Hot           |